# V419 Возничего
V419 Возничего (лат. V419 Aurigae), HD 34577 — двойная звезда в созвездии Возничего на расстоянии приблизительно 1315 световых лет (около 403 парсеков) от Солнца. Видимая звёздная величина звезды — от +7,42m до +7,32m.

## Характеристики
Первый компонент — красный гигант, пульсирующая медленная неправильная переменная звезда (LB:) спектрального класса M3, или M0, или M5, или Ma. Масса — около 1,475 солнечной, радиус — около 83,56 солнечных, светимость — около 986,851 солнечных. Эффективная температура — около 3539 K.
Второй компонент — коричневый карлик. Масса — около 27,71 юпитерианских. Удалён на 1,702 а.е..